# Francisco Rubio Goula
Francisco Rubio Goula (Játiva, ? - ?), abogado, político, banquero y comerciante valenciano.

## Biografía
Fue propietario del diario El Correo. Después de la revolución de 1868 fue gobernador civil de Valencia y de Barcelona. Fue elegido diputado al Congreso por el distrito electoral de Valencia en las elecciones generales de 1905, 1910, 1916, 1918 y 1923 y Alfonso XIII le nombró subsecretario del Ministerio de Ultramar y miembro del Consejo de Estado.